# Alluaudella madagascariensis
Alluaudella madagascariensis är en ringmaskart som beskrevs av Gravier 1905. Alluaudella madagascariensis ingår i släktet Alluaudella och familjen Syllidae.
Artens utbredningsområde är Madagaskar. Inga underarter finns listade i Catalogue of Life.